# Helcogramma novaecaledoniae
Helcogramma novaecaledoniae es una especie de pez de la familia Tripterygiidae en el orden de los Perciformes.

## Morfología
• Los machos pueden llegar alcanzar los 4,2 cm de longitud total.

## Hábitat
Es un pez de mar y de clima subtropical que vive entre 3-38 m de profundidad.

## Distribución geográfica
Se encuentran en Nueva Caledonia e Islas Salomón.